# Arrondissement de Potsdam-Mittelmark
Pour les articles homonymes, voir Potsdam (homonymie).
L'arrondissement de Potsdam-Mittelmark est un arrondissement  (Landkreis en allemand) du land  de Brandebourg.
Son chef lieu est Bad Belzig.

## Villes, communes & communautés d'administration
(nombre d'habitants en 2006)
| Villes ¹ villes liées à un Amt 1. Beelitz (12 265) 2. Bad Belzig (11 675) 3. Brück¹ (3 769) 4. Havelsee¹ (3 273) 5. Niemegk¹ (2 207) 6. Teltow (20 315) 7. Treuenbrietzen (8 207) 8. Werder (Havel) (23 015) 9. Ziesar¹ (2 763) Communes non liées à un Amt 1. Gross Kreutz (8 435) 2. Kleinmachnow (19 134) 3. Kloster Lehnin (11 566) 4. Michendorf (11 350) 5. Nuthetal (8 868) 6. Schwielowsee (9 840) 7. Seddiner See (4 275) 8. Stahnsdorf (13 488) 9. Wiesenburg/Mark (5 086) | Ämter et communes liées 1. Beetzsee (8 630) 1. Beetzsee (2 769) 2. Beetzseeheide (721) 3. Havelsee, ville (3 273) 4. Päwesin (569) 5. Roskow (1 298) 2. Brück (10 674) 1. Borkheide (1 865) 2. Borkwalde (1 544) 3. Brück, ville (3 792) 4. Golzow (1 390) 5. Linthe (960) 6. Planebruch (1 146) 3. Niemegk (5 148) 1. Mühlenfließ (980) 2. Niemegk, ville (2 207) 3. Planetal (1 059) 4. Rabenstein/Fläming (902) 4. Wusterwitz (5 509) 1. Bensdorf (1 352) 2. Rosenau (985) 3. Wusterwitz (3 172) 5. Ziesar (6 883) 1. Buckautal (512) 2. Görzke (1 460) 3. Gräben (623) 4. Wenzlow (591) 5. Wollin (934) 6. Ziesar, ville (2 763) |